# Camaricoproctus planidens
Camaricoproctus planidens är en mångfotingart som beskrevs av Lawrence 1965. Camaricoproctus planidens ingår i släktet Camaricoproctus och familjen Spirostreptidae. Inga underarter finns listade i Catalogue of Life.